# Protokół BTMA
Protokół BTMA (ang. Busy Tone Multiple Access) – jedna z prób rozwiązania problemu ukrytych stacji. Przyjmuje się, że kanał transmisyjny jest rozbity na dwa pod kanały:
- podkanał komunikatów (ang. message channel), w którym przesyłane są dane,
- podkanał zajętości (ang. busy-tone channel).

Każda stacja, odbierająca informacje z podkanału komunikatów, wysyła sygnał zajętości (falę sinusoidalną) do podkanału zajętości.
Każda stacja, mająca ramkę do wysłania, sprawdza najpierw przez pewien czas stan pod kanału zajętości. Jeżeli sygnał zajętości jest nieobecny, dane są wysyłane, w przeciwnym razie jest odkładana do późniejszego wysłania. 
Przed ponowną próbą wysłania stacja musi także sprawdzić stan kanału.
Wadą tego protokołu jest konieczność zmniejszenia szerokości kanału transmisyjnego, a więc zmniejszenia maksymalnej prędkości transmisji. Ponadto można łatwo zablokować działanie całej sieci przez stałe wysyłanie sygnału zajętości. Inny problem może wystąpić wskutek różnic w propagacji sygnału w kanale zajętości i kanale danych, ponieważ kanały te wykorzystują różne częstotliwości nośne. Efektywność protokołu jest jednak wysoka (około 70%).